# عیدوک بامری
عید محمد بامری (درگذشتهٔ ۱۳۷۵) معروف به عیدوک، از اشرار جنوب شرق ایران و از طایفه بامری بود. وی از اواخر دهه ۱۳۶۰ و دهه ۱۳۷۰ در مناطق جنوب کرمان، شرق و شمال شرق هرمزگان و سیستان و بلوچستان فعالیت می‌کرد. در اواسط دهه ۱۳۷۰ با شروع طرح ابتکاری قاسم سلیمانی موسوم به اسلحه‌گیری و خلع سلاح در جنوب شرقی کشور، بسیاری از اشرار قدیمی و سابقه‌دار با گرفتن امان‌نامه و قطعه زمینی برای کشاورزی، اسلحه خود را تحویل حاکمیت دادند و تسلیم شدند. عیدوک نیز در صدر این افراد بود که پس از چندین مورد درگیری شدید با نیروهای نظامی و علی‌الخصوص نیروهای لشکر ۴۱ ثارالله، تا جایی که نزدیک بود دستگیر یا کشته شود، پس از دیدار حضوری با سلیمانی در منطقه‌ای در نزدیکی آورتین، امان‌نامه گرفت و تسلیم شد.
وی پس از توبه و گرفتن امان‌نامه از سلیمانی به‌عنوان بازوی اطلاعاتی-عملیاتی ویژه سپاه قدس در جنوب شرق ایران و ایالت بلوچستان و وزیرستان پاکستان شروع به فعالیت علیه گروه‌های تکفیری و وهابی کرد. برخی از منابع ترور مخالفان تندروی وهابی مذهب حکومت ایران را به وی نسبت می‌دهند، از آن جمله می‌توان به ترور مولوی ملازهی در پاکستان اشاره کرد. عیدوک بامری در درگیری‌های بین گروه عیدوک و سپاه صحابه کشته شد، و علت آن بود که چون عیدوک از طایفه بامری که همه شیعه بودند بود و خبر همکاری او با سپاه قدس به پاکستان رسیده بود، نیروهای سپاه صحابه که یک گروهک تروریستی سلفی-وهابی با گرایش‌های ضد شیعی بودند، طی یک کمین از پیش طراحی‌شده، عیدوک و تعدادی از همراهان او را به قتل رساندند.
پسر او در سال ۱۳۹۳ در درگیری مسلحانه با نیروهای پلیس کهنوج، یک افسر را کشت و در فروردین ۱۳۹۴ بازداشت و ۲۵ آذر ۱۳۹۴ در زندان کرمان اعدام شد.
فیلم مستند عیدوک که در ایران دربارهٔ بامری ساخته شده در جشنواره  سینما حقیقت به نمایش درآمد و جایزه «بخش سرباز وطن» به آن داده شد.